# مارك هيكمان
مارك هيكمان (بالإنجليزية: Mark Hickman) هو لاعب هوكي الحقل أسترالي، ولد في 22 أغسطس 1973 في داروين في أستراليا.

## وصلات خارجية
- مارك هيكمان على موقع الاتحاد الدولي للهوكي (الإنجليزية)
- مارك هيكمان على موقع اللجنة الأولمبية الدولية (الإنجليزية)
- مارك هيكمان على موقع أوليمبيديا (الإنجليزية)
- مارك هيكمان على موقع اللجنة الأولمبية الأسترالية (الإنجليزية)
- مارك هيكمان على موقع اتحاد ألعاب الكومنولث (مؤرشف) (الإنجليزية)